# Italo Montemezzi

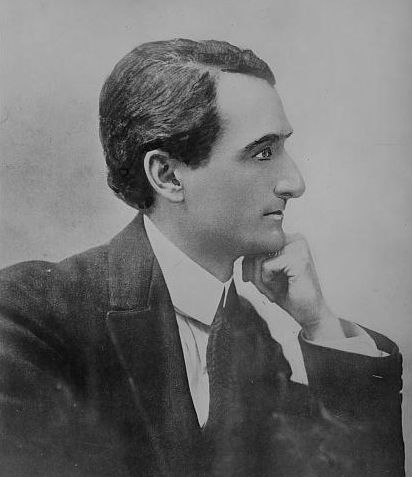
Italo Montemezzi

Italo Montemezzi (Vigasio(bij Verona), 31 mei 1875 –Vigasio, 15 mei 1952) was een Italiaans componist.
Na aanvankelijk voor de studie voor ingenieur gekozen te hebben, ging hij rond 1900 naar het Conservatorio "Giuseppe Verdi" (Milaan).
Zijn eerste opera Giovanni Gallurese (1905) werd goed ontvangen.
Zijn grootste succes beleefde hij met zijn opera l'Amore dei tre Re (première La Scala Milaan, 10 april 1913), op het libretto van Benelli.
Muzikaal gezien borduurde hij voort op de stijl van Arrigo Boito en is de invloed van Richard Wagner op zijn werken aanwezig.
In 1939, voor het uitbreken van de Tweede Wereldoorlog ging hij naar de Verenigde Staten waar hij tot 1949 verbleef.
Verdere werken zijn de opera's:
- La nave (1918)
- La notte di Zoraima (1931)
- L’incantesimo (1943)

en verscheidene koor- en orkestwerken.
- Biblioteca Nacional de España: XX1036898
- Bibliothèque nationale de France: cb138976423 (data)
- CiNii: DA09079280
- Gemeinsame Normdatei: 134591240
- International Standard Name Identifier: 0000 0000 8113 8204
- Library of Congress Control Number: no89001060
- MusicBrainz: a06485c0-71a0-4e7b-a584-9d6a52b98cf1
- Nationale Bibliotheek van Tsjechië: xx0027653
- Nationale Bibliotheek van Israël: 987007286977605171
- Nederlandse Thesaurus van Auteursnamen: 096984821
- Istituto Centrale per il Catalogo Unico: SBLV051594
- SNAC: w65q5138
- Système universitaire de documentation: 080218199
- Virtual International Authority File: 34643977
- WorldCat: E39PBJv8GRh4FyP7Pw7m4r3bBP